# Hawaiʻi Ponoʻī
Hawaiʻi Ponoʻī – hymn Hawajów.
Pieśń przyjęto w 1876 jako oficjalny hymn Królestwa Hawajów. Autorem słów był król Kalākaua, muzykę skomponował Henri Berger.
W roku 1967 władze stanowe Hawajów przywróciły pieśń jako oficjalny hymn stanowy Hawajów.

## Tekst
pierwsza zwrotka
Hawaiʻi ponoʻī,
Nānā i kou mōʻī,
Ka lani aliʻi,
Ke aliʻi.
Refren
Makua lani ē,
Kamehameha ē,
Na kaua e pale,
Me ka ihe.
druga zwrotka
Hawaiʻi ponoʻī,
Nānā i nā aliʻi,
Nā pua muli kou,
Nā pōkiʻi.
trzecia zwrotka
Hawaiʻi ponoʻī,
E ka lahui ē,
ʻO kāu hana nui
E uʻi ē.